# Estrada Ademar Bebiano

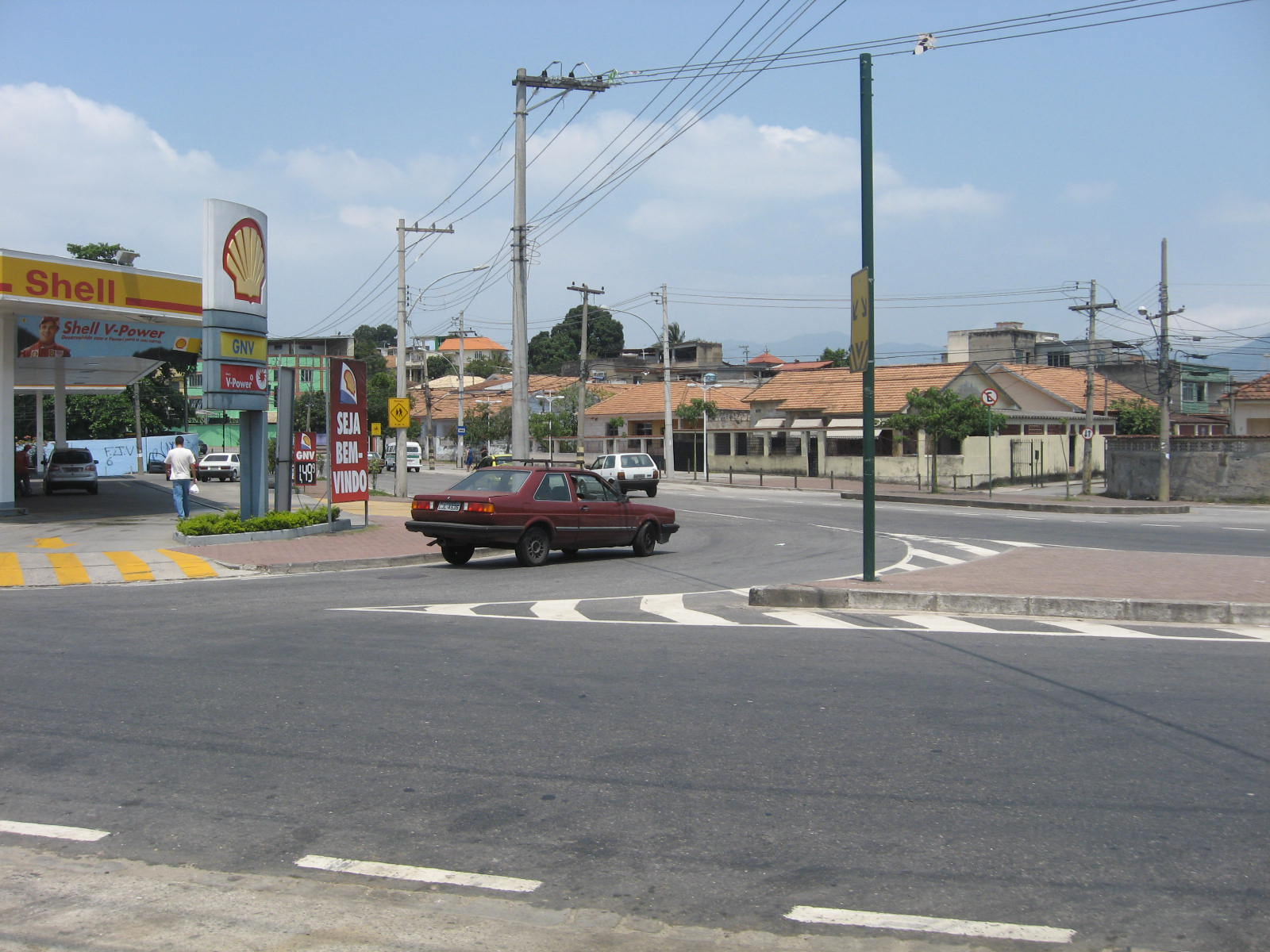
Estrada Adhemar Bebiano

Estrada Adhemar Bebiano, antiga Estrada Velha da Pavuna, é um importante logradouro do Rio de Janeiro.

## Informações gerais
Faz a ligação de Del Castilho ao bairro de Tomás Coelho. A via passa ainda pelos bairros de Engenho da Rainha e Inhaúma.
Tendo uma loja do Guanabara, que é um importante supermercado da cidade do Rio de Janeiro, uma loja dos Supermercado Intercontinental, a Rádio Metropolitana, e também uma fábrica de alimentos do Grupo Bimbo, importante conglomerado alimentício mexicano.
Além disso, a Construtora Tenda tem explorado a região, e está construindo três novos condomínios, além dos que já existem, que estão em terrenos onde antigamente se localizavam importantes empresas como a garagem de uma empresa de ônibus turísticos e a CIDAM (uma multinacional da área industrial pertencente ao Grupo Tractel). Além é claro que na altura de Del Castilho está sendo construído pela Construtora Living o Rio Parque Condomínio Bairro, onde a fase 1 se chama América Condomínio Clube. 
Tendo ainda um posto de atendimento médico, na região de Del Castilho, o PAM de Del Castilho, que é muito importante para a população da região, que carece de hospitais (tanto públicos como privados).
Na estrada também se encontra a 12.ª Região Administrativa da cidade do Rio de Janeiro, que administra a região que contempla os bairros de Del Castilho, Engenho da Rainha, Inhaúma, Higienópolis, Maria da Graça e Tomás Coelho e Jacaré.
Neste bairro também se encontra a Igreja Universal do Reino de Deus chamada de IURD Inhaúma que realiza cultos diariamente assim como concentrações de fé, eventos da Força Jovem Brasil e a Gráfica Unipró.